# Villa Jentzsch
Die Villa Jentzsch liegt in der Goethestraße 34 im Stadtteil Alt-Radebeul der Stadt Radebeul in Sachsen. Das mitsamt Einfriedung und Pforte unter Denkmalschutz stehende Gebäude wurde 1898 nach Plänen des Oberlößnitzer Architekten Oswald Haenel für Dr. Albin Jentzsch errichtet und 1937 durch Max Czopka im Dach und an der Fassade umgebaut.

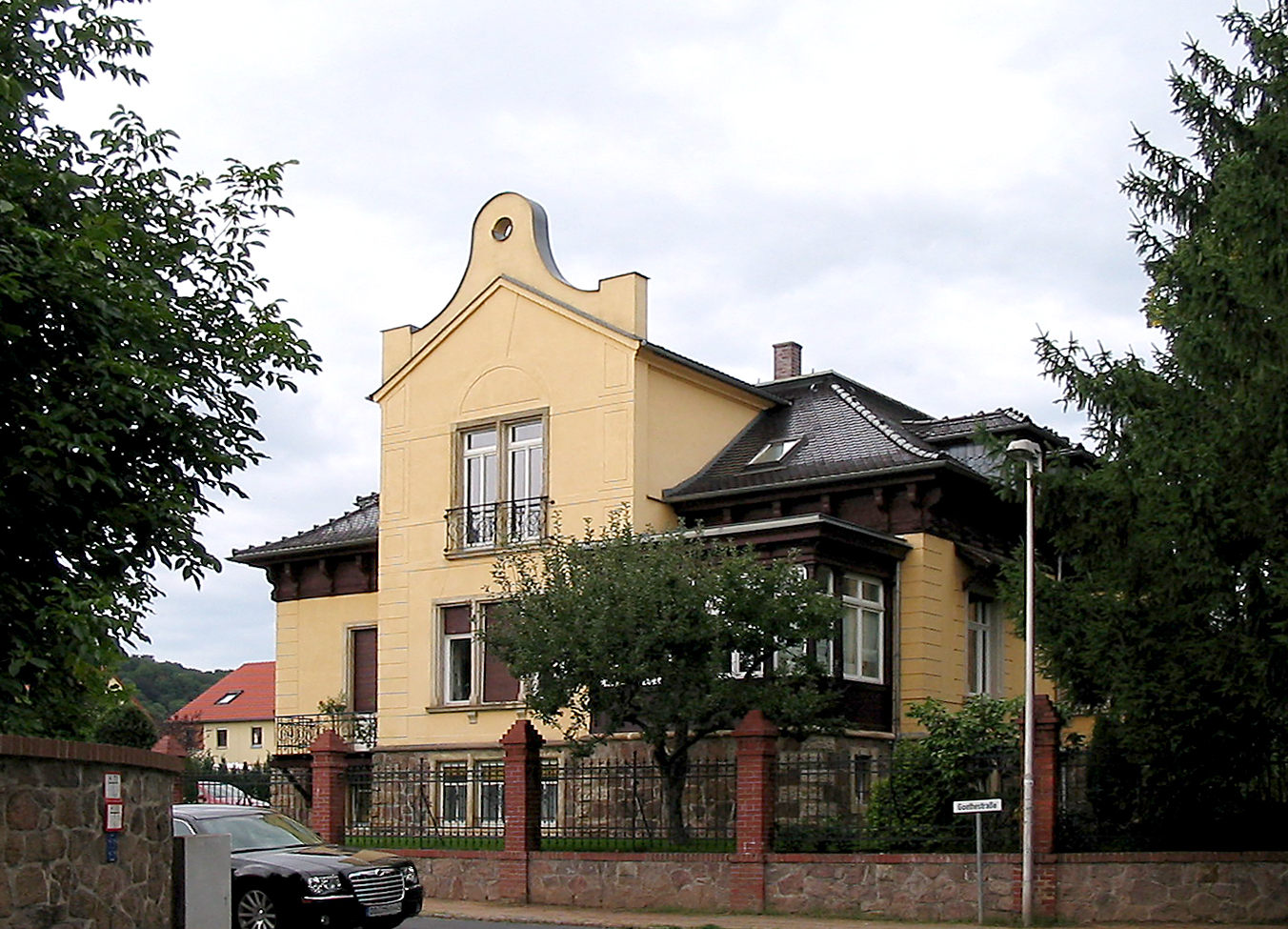
Villa Jentzsch

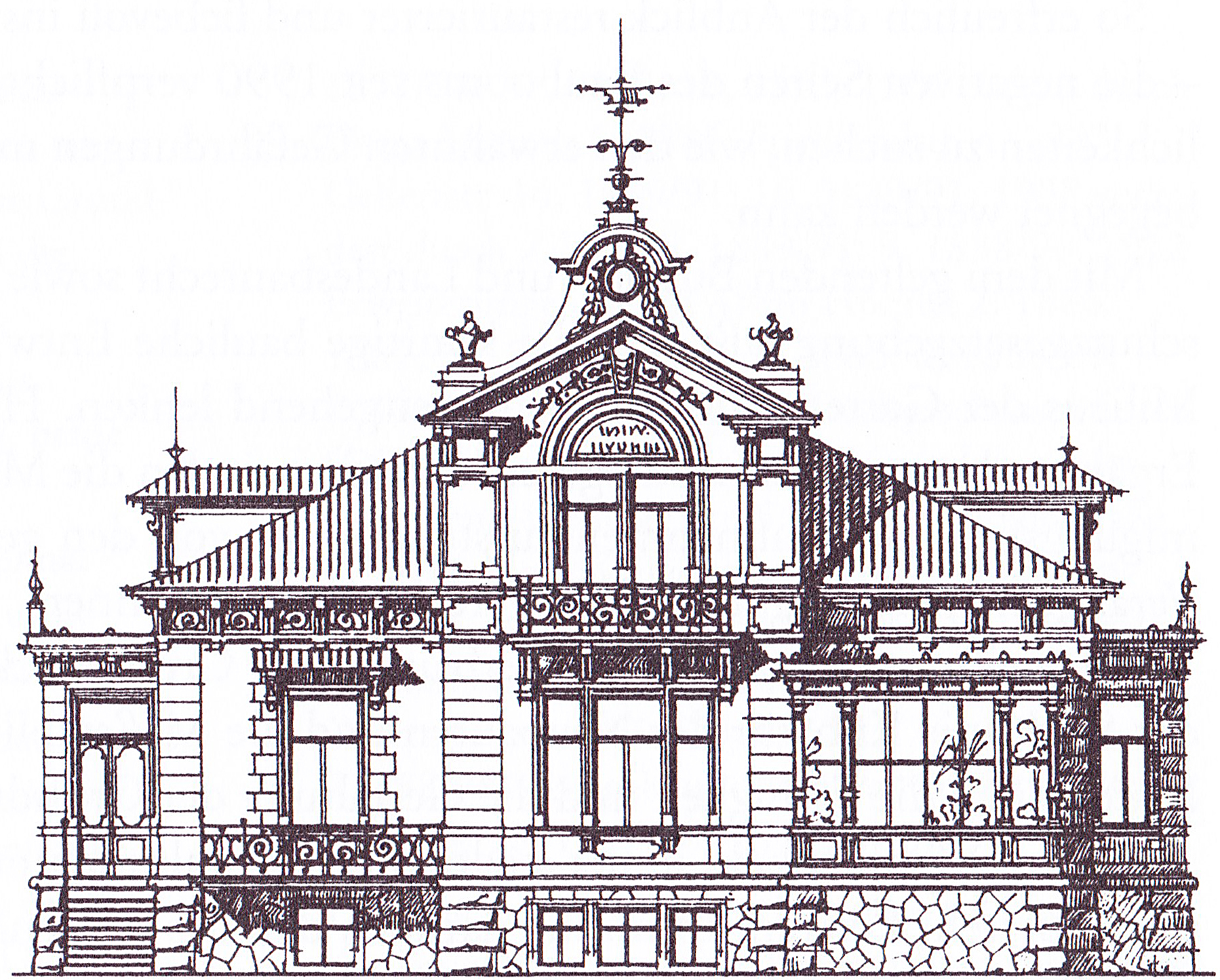
Villa für Albin Jentzsch, Bauzeichnung von Haenel, um 1898

## Beschreibung
Die eingeschossige Villa über einem Souterraingeschoss hat ein flach geneigtes und abgeplattetes Walmdach. Der geputzte Bau über einem Polygonal-Mauerwerkssockel hat einen hohen Kniestock mit Holzkonsolen. Die Ansicht zur Goethestraße zeigt einen zweigeschossigen, hohen Mittelrisaliten mit einem hohen Giebel. Dieser erlitt 1945 Kriegsschäden und wurde erst in der Mitte der 1990er Jahre in den ursprünglichen Ausmaßen wiederhergestellt. Auf der linken Seitenansicht des Gebäudes befindet sich ein Eingangsvorbau mit einer Freitreppe.
An der Ecke des Gebäudes zur Straßenkreuzung mit der Clara-Zetkin-Straße hin befindet sich eine vorstehende Holzveranda. Die Straßenansicht zur Clara-Zetkin-Straße trägt einen mittigen Standerker mit Vordächern über den Fenstern rechts und links desselben. Auf der Rückseite des Gebäudes befindet sich ein polygonaler Söller, über dem sich im Dach ein Zwerchhaus mit Attika befindet.
Der hohe Giebel in der Hauptansicht wurde nach einem Kriegsschaden von 1945 Mitte der 1990er-Jahre in „annähernd ursprünglichen Proportionen wiedererrichtet“, wenn auch stark vereinfacht wie die Putzgliederung.
Die Einfriedung besteht aus Ziegelpfeilern mit zwischengesetzten Polygonal-Mauerwerkssockeln und Lanzettzäunen.